# U-584
Unterseeboot 584 foi um submarino alemão do Tipo VIIC, pertencente a Kriegsmarine que atuou durante a Segunda Guerra Mundial.

## Comandantes
| Comandante            | Data                                             |
| --------------------- | ------------------------------------------------ |
| Kptlt. Joachim Deecke | 21 de agosto de 1941 - 20 de dezembro de 1942    |
| Kurt Nölke            | 20 de dezembro de 1942 - 11 de fevereiro de 1943 |
| Kptlt. Joachim Deecke | 12 de fevereiro de 1943 - 31 de outubro de 1943  |

## Subordinação
Durante o seu tempo de serviço, esteve subordinado às seguintes flotilhas:
| Período                                       | Flotilha                                  |
| --------------------------------------------- | ----------------------------------------- |
| 21 de agosto de 1941 - 30 de novembro de 1941 | 5. Unterseebootsflottille (treinamento)   |
| 1 de dezembro de 1941 - 31 de outubro de 1943 | 1. Unterseebootsflottille (serviço ativo) |

## Operações conjuntas de ataque
O U-584 participou das seguinte operações de ataque combinado durante a sua carreira:
- Rudeltaktik Ulan (25 de dezembro de 1941 - 10 de janeiro de 1942)
- Rudeltaktik Stier (29 de agosto de 1942 - 2 de setembro de 1942)
- Rudeltaktik Vorwärts (2 de setembro de 1942 - 26 de setembro de 1942)
- Rudeltaktik Luchs (27 de setembro de 1942 - 29 de setembro de 1942)
- Rudeltaktik Letzte Ritter (29 de setembro de 1942 - 1 de outubro de 1942)
- Rudeltaktik Falke (4 de janeiro de 1943 - 19 de janeiro de 1943)
- Rudeltaktik Landsknecht (19 de janeiro de 1943 - 28 de janeiro de 1943)
- Rudeltaktik Hartherz (3 de fevereiro de 1943 - 7 de fevereiro de 1943)
- Rudeltaktik Löwenherz (1 de abril de 1943 - 10 de abril de 1943)
- Rudeltaktik Lerche (10 de abril de 1943 - 15 de abril de 1943)
- Rudeltaktik Specht (21 de abril de 1943 - 4 de maio de 1943)
- Rudeltaktik Fink (4 de maio de 1943 - 6 de maio de 1943)
- Rudeltaktik Elbe (7 de maio de 1943 - 10 de maio de 1943)
- Rudeltaktik Elbe 1 (10 de maio de 1943 - 14 de maio de 1943)
- Rudeltaktik Leuthen (15 de setembro de 1943 - 24 de setembro de 1943)
- Rudeltaktik Rossbach (24 de setembro de 1943 - 6 de outubro de 1943)